# Putschgürtel

Länder mit erfolgreichen Putschen zwischen 2020 und 2023

Der Putschgürtel (engl.: Coup belt) ist eine Region instabiler Staaten in Subsahara-Afrika, in denen Putsche gehäuft auftreten. Nach einer Reihe von Militärputschen in den 2020er Jahren wurde der Putschgürtel häufig mit der geografischen Sahelzone gleichgesetzt, da in jedem Land zwischen Guinea und dem Sudan seit 2020 eine Regierung durch einen Putsch gestürzt wurde, was zu einem „Korridor“ von Putschistenregimen vom Atlantik bis zum Roten Meer führte. Der Putschgürtel enthält allerdings auch noch weitere Staaten in West- und Zentralafrika und reicht bis nach Gabun und in die DR Kongo. Seit 1990 fanden 21 der 27 Putsche in Afrika südlich der Sahara in ehemaligen französischen Kolonien statt. Dies hat einige Beobachter dazu veranlasst, die Frage zu stellen, ob der französische Einfluss in Afrika eine destabilisierende Wirkung hat.
Obwohl der Neologismus Putschgürtel wahrscheinlich älter ist, wurde er in den frühen 2020er Jahren zunehmend populär und häufiger verwendet. Anlass dazu waren die aufeinanderfolgenden Putsche in Mali 2020, nochmal in Mali, Guinea und Sudan 2021, zwei in Burkina Faso im Januar und September 2022, und in Niger und Gabun im Jahr 2023. In der Region gab es außerdem Putschversuche in Niger und Sudan im Jahr 2021, in Guinea-Bissau und Gambia im Jahr 2022 sowie in Sudan, Sierra Leone und Burkina Faso im Jahr 2023. Der Putschversuch 2023 im Sudan löste einen Bürgerkrieg aus. In Mali, Niger und Burkina Faso begannen sich die Putschistenregime zu der Allianz der Sahelstaaten zusammenzuschließen und traten gemeinsam aus der ECOWAS aus. Außenpolitisch begannen diese Staaten, sich vom Westen abzuwenden und Russland anzunähern. Durch die Häufung der Putsche war es für Organisationen wie die Afrikanische Union und ECOWAS nicht mehr möglich, alle Putschistenregime zu sanktionieren, wodurch Putsche zunehmend „normalisiert“ wurden.
Es gibt verschiedene Erklärungsansätze und Einflussfaktoren für das gehäufte Auftreten von Putschen in der Region. So enthalten die Sahelzone und Zentralafrika viele der am wenigsten entwickelten Länder der Welt. Die postkolonialen Strukturen dieser seit den 1950er und 1960er Jahren unabhängig gewordenen Staaten erwiesen sich als schwach und häufig unterstützten die postkolonialen Mächten wie z. B. Frankreich während des Kalten Krieges Militärputsche in ehemaligen Kolonien, wenn sie unliebsame Regierungen loswerden wollten. In den 2010er Jahren begannen in der Sahelzone verstärkter Staatszerfall und große Gebiete dieser Länder fielen unter die Kontrolle bewaffneter Rebellengruppen und islamistischer Terroristen. Gründe dafür sind u. a. die Destabilisierung Libyens und der damit verbundene Aufschwung des Waffenschmuggels, hohes Bevölkerungswachstum in Kombination mit Landmangel und Klimawandel sowie schwierige wirtschaftliche Rahmenbedingungen. Diese Umstände haben nach 2020 zu einer neuen Art von „antikolonialen“ Putschen geführt, bei denen Staaten versuchten, sich von dem Einfluss der alten Kolonialmacht Frankreich zu lösen. So wurde in Mali und Burkina Faso nach Putschen das Französische als Amtssprache abgeschafft und in mehreren Ländern französische Truppen des Landes verwiesen. Unterstützt wurden diese Putsche von Russland, u. a. durch Desinformationskampagnen.

## Liste erfolgreicher Putsche in der Region seit 1990

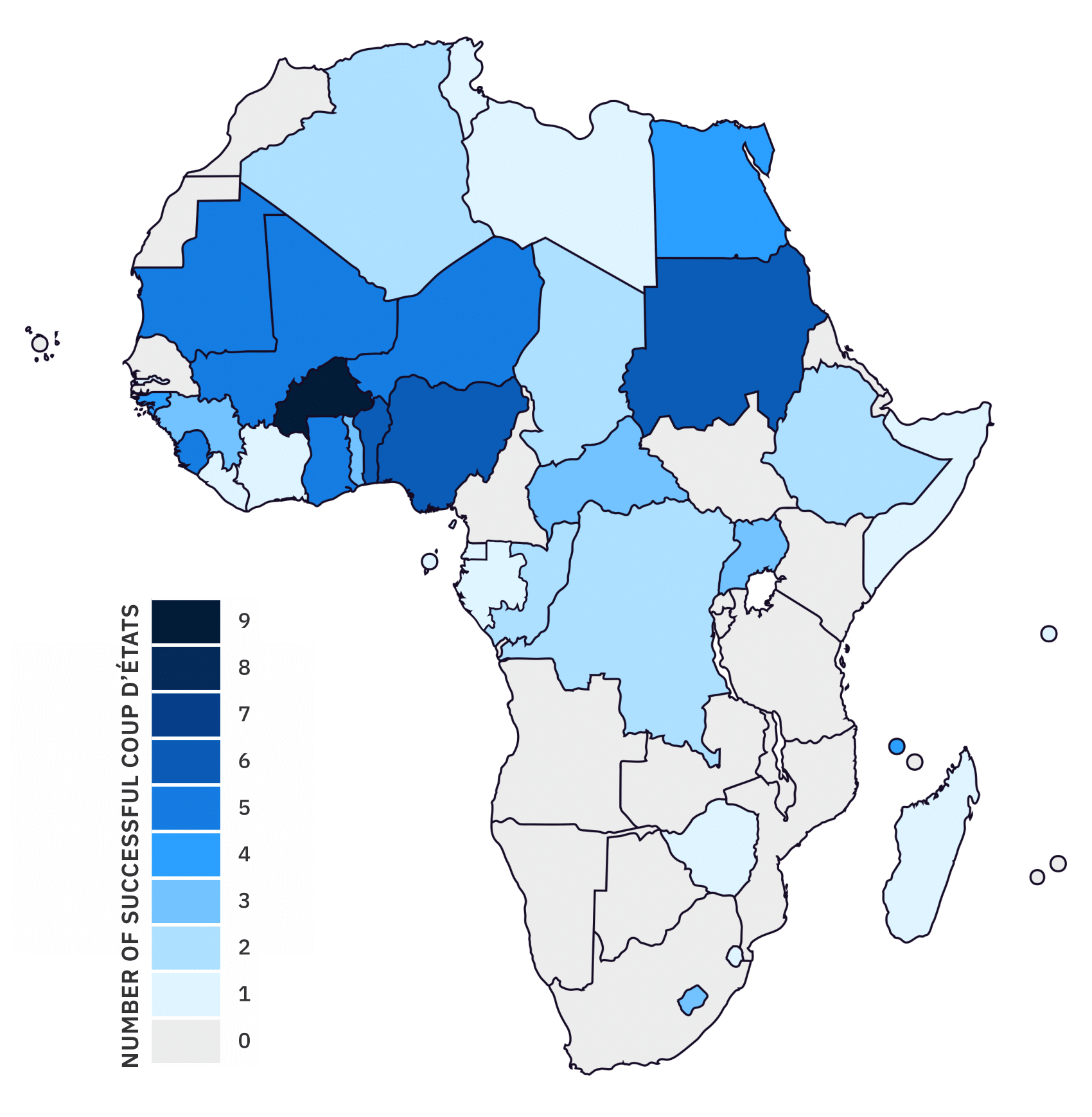
Anzahl der erfolgreichen Staatsstreiche in Afrika bis August 2023

Seit 1990 kam es zu 27 erfolgreichen Putschen in den Staaten, die zum Putschgürtel gezählt werden können. Zusätzlich gab es noch mindestens ein weiteres Dutzend Putschversuche.
- Putsch im Tschad 1990
- Putsch in Mali 1991
- Putsch in Sierra Leone 1992
- Putsch in Nigeria 1993
- Putsch in Gambia 1994
- Putsch in Niger 1996
- Putsch in Niger 1999
- Putsch in der Elfenbeinküste 1999
- Putsch in der Zentralafrikanischen Republik 2003
- Putsch in Guinea-Bissau 2003
- Putsch in Togo 2005
- Putsch in Mauretanien 2005
- Putsch in Mauretanien 2008
- Putsch in Guinea 2008
- Putsch in Niger 2010
- Putsch in Mali 2012
- Putsch in der Zentralafrikanischen Republik 2013
- Sturz von Blaise Compaoré in Burkina Faso 2014
- Putsch im Sudan 2019
- Putsch in Mali 2020
- Machtübernahme von Mahamat Déby im Tschad 2021
- Putsch in Mali 2021
- Putsch in Guinea 2021
- Putsch im Sudan 2021
- Putsch in Burkina Faso im Januar 2022
- Putsch in Burkina Faso im September 2022
- Putsch in Niger 2023
- Putsch in Gabun 2023